# Roman Kajetan Ingarden
Roman Kajetan Ingarden (ur. 9 sierpnia 1852 w Bojanach, zm. 8 listopada 1926 w Krakowie) – polski inżynier hydrotechnik, ojciec Romana Witolda.

## Życiorys
Urodził się w rodzinie lekarza Edwarda (1814-1882) oraz Anny z Kasprowiczów. W 1871 zdał z wyróżnieniem egzamin dojrzałości w C. K. Gimnazjum w Przemyślu. Ukończył studia na wydziale inżynierii Politechniki w Wiedniu (1876). Pracował w budownictwie wodnym w Przemyślu, Krakowie i w ministerstwie w Wiedniu. Opracował pierwszy systematyczny projekt regulacji Wisły (1886-89). Wykładał budownictwo wodne w Krakowskiej Szkole Przemysłowej (1891-95). Zaprojektował i przeprowadził budowę sieci wodociągowej dla Krakowa (1898-1900). Pod jego kierunkiem opracowano projekty regulacji karpackich dopływów Wisły i Dniestru. W 1905 stanął na czele departamentu wodnego Namiestnictwa, a następnie całej służby technicznej w Galicji (m.in. w 1911). Był wiceprezesem (1902–1909), a następnie prezesem wydziału głównego (1910-12) Towarzystwa Politechnicznego i został jego członkiem honorowym. Według stanu z 1914 był prezesem sekcji balneotechnicznej Krajowego Związku Zdrojowisk i Uzdrowisk we Lwowie. W 1916 objął kierownictwo sekcji technicznej Biura Odbudowy Kraju. Po odzyskaniu niepodległości objął stanowisko szefa sekcji regulacji rzek w Ministerstwie Przemysłu i Handlu. W 1919 został prezesem Generalnej Dyrekcji Regulacji Rzek w Ministerstwie Robót Publicznych. W 1924 przeszedł w stan spoczynku i wrócił do Krakowa, gdzie ukończył prace nad generalnym projektem regulacji Wisły. 
Został pochowany na cmentarzu Rakowickim w Krakowie (kwatera HB, rząd wsch.). Na tablicy nagrobnej widnieje data urodzenia 9 lipca 1852.

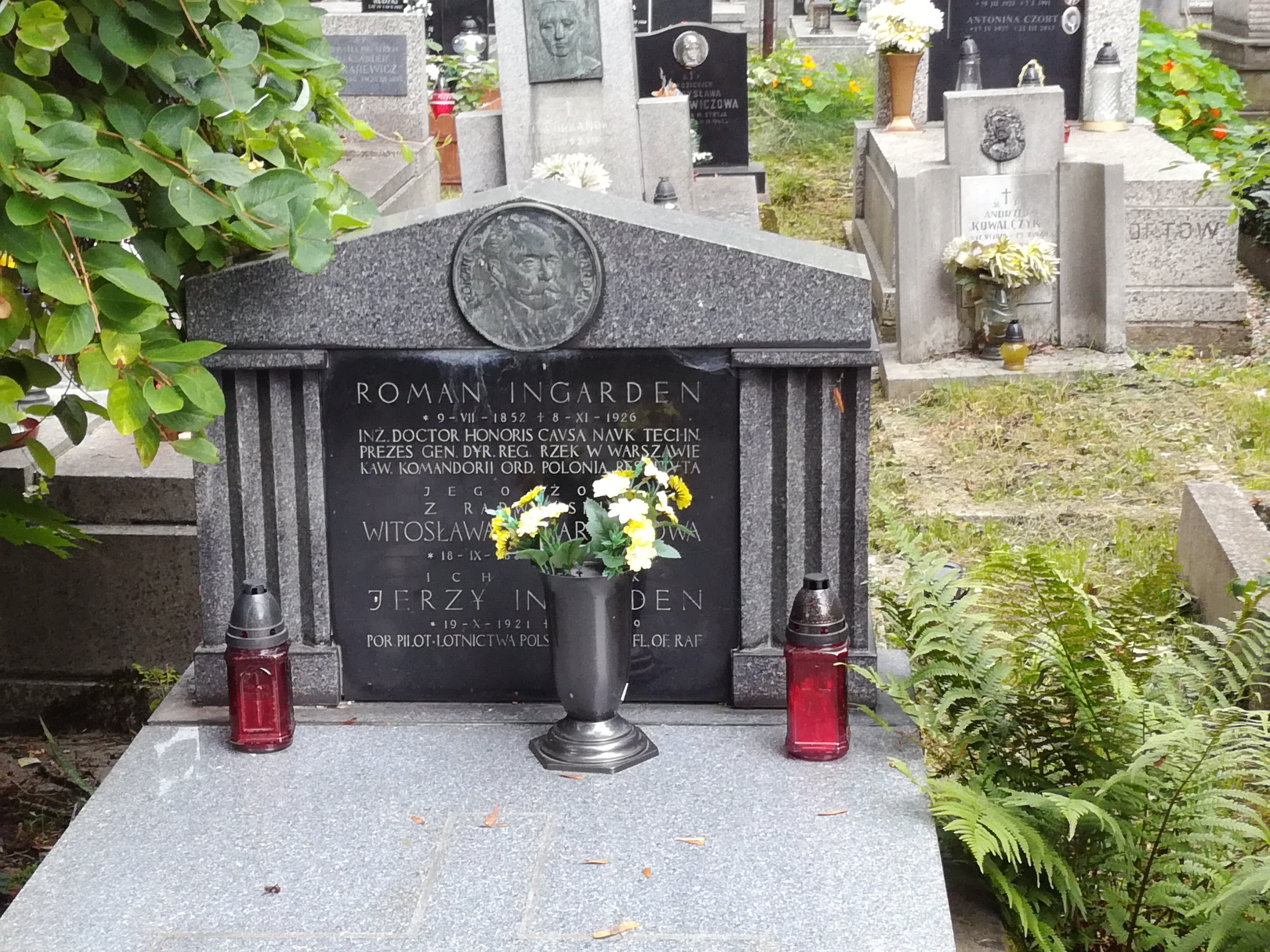
Grób Romana Ingardena na cmentarzu Rakowickim

## Odznaczenia
- tytuł Radcy Dworu (1908)[5]
- kawaler Orderu Leopolda
- kawaler Orderu Franciszka Józefa
- kawaler Orderu Czerwonego Orła
- kawaler Orderu św. Anny
- kawaler Orderu św. Stanisława
- Krzyż Komandorski Orderu Odrodzenia Polski (1922)
- doktorat honoris causa Politechniki Lwowskiej (1925)
- starszy radca budownictwa (m.in. w 1909[6])

## Publikacje
- Wyniki badań wód gruntowych dokonanych w ciągu roku 1894 w okolicy Krakowa, Kraków, 1894
- Sprawozdanie techniczne z wyniku robót wodociągowych dokonanych w latach 1895-1897, Kraków, 1897
- Drogi wodne: regulacya i kanalizacya Wisły i Sanu a kanał „Wisła-Dniestr”, Kraków, 1916
- Komunikacye wodne a rozwój ekonomiczny Polski, Kraków, 1919
- Komunikacje wodne a meljoracje rolne, Kraków, 1920
- Skutek gospodarczy projektowanych w Królestwie Kongresowem kanałów żeglownych, Kraków, 1920
- Rzeki i kanały żeglowne w b. trzech zaborach i znaczenie ich gospodarcze dla Polski, Kraków, 1921